# Arnold Bennett
Arnold Bennett (ur. 27 maja 1867 w Hanley, zm. 27 marca 1931 w City of Westminster) – angielski pisarz. Autor naturalistycznych powieści opisujących codzienne życie mieszczańskiej prowincji.

## Życiorys
Pochodził z rodziny prawnika (solicitora). Był najstarszym z dziewięciorga dzieci. Ukończył szkołę w Newcastle-under-Lyme. Potem pracował w biurze ojca. W 1889 przeniósł się do Londynu. Gdy ojciec zmarł, wyjechał do Francji i w 1903 zamieszkał w Paryżu. W 1907 ożenił się z francuską aktorką Marguerite Soulié. Małżeństwo zakończyło się separacją w 1921. Po rozstaniu z małżonką związał się z kolejną aktorką Dorothy Cheston, z którą miał córkę Virginię, urodzoną w 1926. Zmarł na tyfus. Jego prochy zostały złożone na Burslem cemetery.

## Twórczość
Pisał utwory narracyjne i teksty krytyczne. Jest autorem trzydziestu powieści. Tworzył też dzienniki (The Journals of Arnold Bennett, 1896–1928, wyd. 1932–33).

## Wybrane dzieła
- Anna z Pięciu Miast (1902, wyd. pol. 1957)
- Hotel Grand Babylon (1902, wyd. pol. 1903[4])
- Opowieść o dwóch siostrach (1908, wyd. pol. 1957)